# Castillo de Embid
El castillo de Embid es una fortificación del municipio español de Embid, en la provincia de Guadalajara.

## Descripción
El castillo se encuentra en la localidad guadalajareña de Embid, en la comunidad autónoma de Castilla-La Mancha. Su origen se remontaría a la primera mitad del siglo XII. Se alzaba en una zona estratégica durante la Edad Media, a raíz, entre otros factores, de su carácter fronterizo entre los reinos de Castilla y Aragón.
El inmueble habría quedado protegido de forma genérica el 22 de abril de 1949, mediante un decreto publicado el 5 de mayo de ese mismo año en el Boletín Oficial del Estado siendo ministro de Educación Nacional José Ibáñez Martín, que sostenía que «Todos los castillos de España, cualquiera que sea su estado de ruina, quedan bajo la protección del Estado». En la actualidad contaría con el estatus de bien de interés cultural.
A comienzos del siglo XXI, el edificio, que amenazaba ruina, fue restaurado. Las obras finalizaron en 2006.